# Constitución de Prusia (1848)

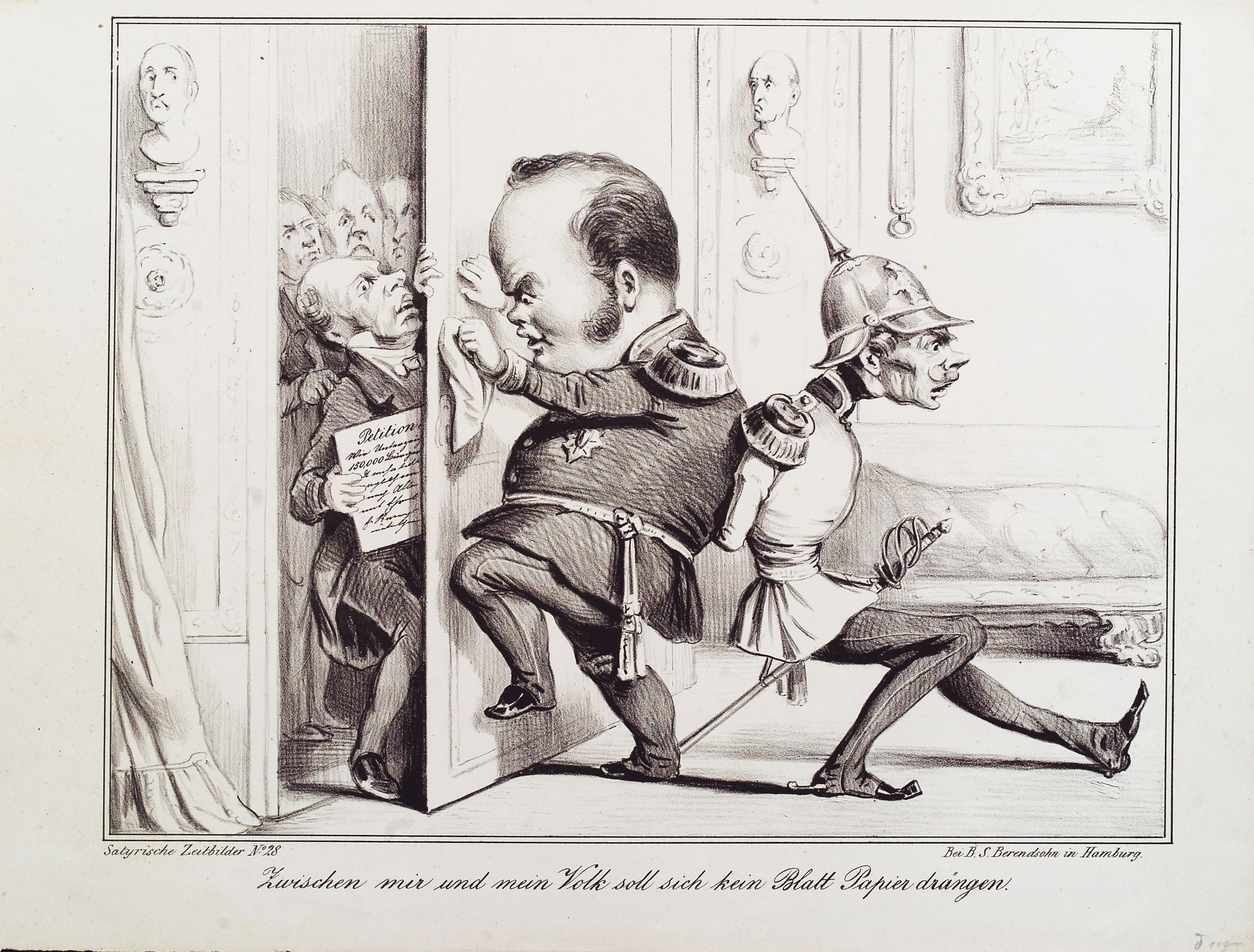
Caricatura crítica a la imagen de Guillermo IV.

La Constitución de Prusia (en alemán: Verfassungsurkunde für den preußischen Staat), fue la primera constitución redactada dentro del Reino de Prusia. Fue promulgada el 5 de diciembre de 1848 por Federico Guillermo IV, en respuesta a las revoluciones de 1848 . Así, se comprometió a promover la unificación (en relación con la cuestión alemana), formando un gobierno liberal y convocando una asamblea nacional.